# Азулен

Резонансна структура азулену

Азуле́н — небензоїдний ароматичний вуглеводень, ізомер нафталену, що може розглядатись як система конденсованих тропілій-катіона та циклопентадієніл-аніона. Він сам та деякі його похідні містяться у складі ефірної олії квітів ромашки лікарської. Одержується переважно синтетичним шляхом.

## Фізичні  властивості
Кристалічна речовина синього або синьо-фіолетового кольору. Не розчиняється в воді, розчинний у вуглеводнях, діетиловому ефірі, етанолі.

## Способи добування
Синтетичні способи отримання азулену здавна викликають інтерес через свою незвичну структуру. У 1939 г Св.Пфау и Платтнер повідомили про перший метод, починаючи з індану і діазоцтового ефіру.

## Хімічні властивості
При нагріванні до 305°C перетворюється в нафталін. Легко вступає в реакції електрофільного і нуклофільного заміщення.

## Застосування
Завдяки своїм протизапальним, протиалергенним та дезодоруючим властивостям широко використовується в косметиці, зокрема, в косметичних засобах для дітей і в гіпоалергенній косметиці. Входить до складу зубних паст, засобів по догляду за шкірою та волоссям.